# Neuguinea-Mark

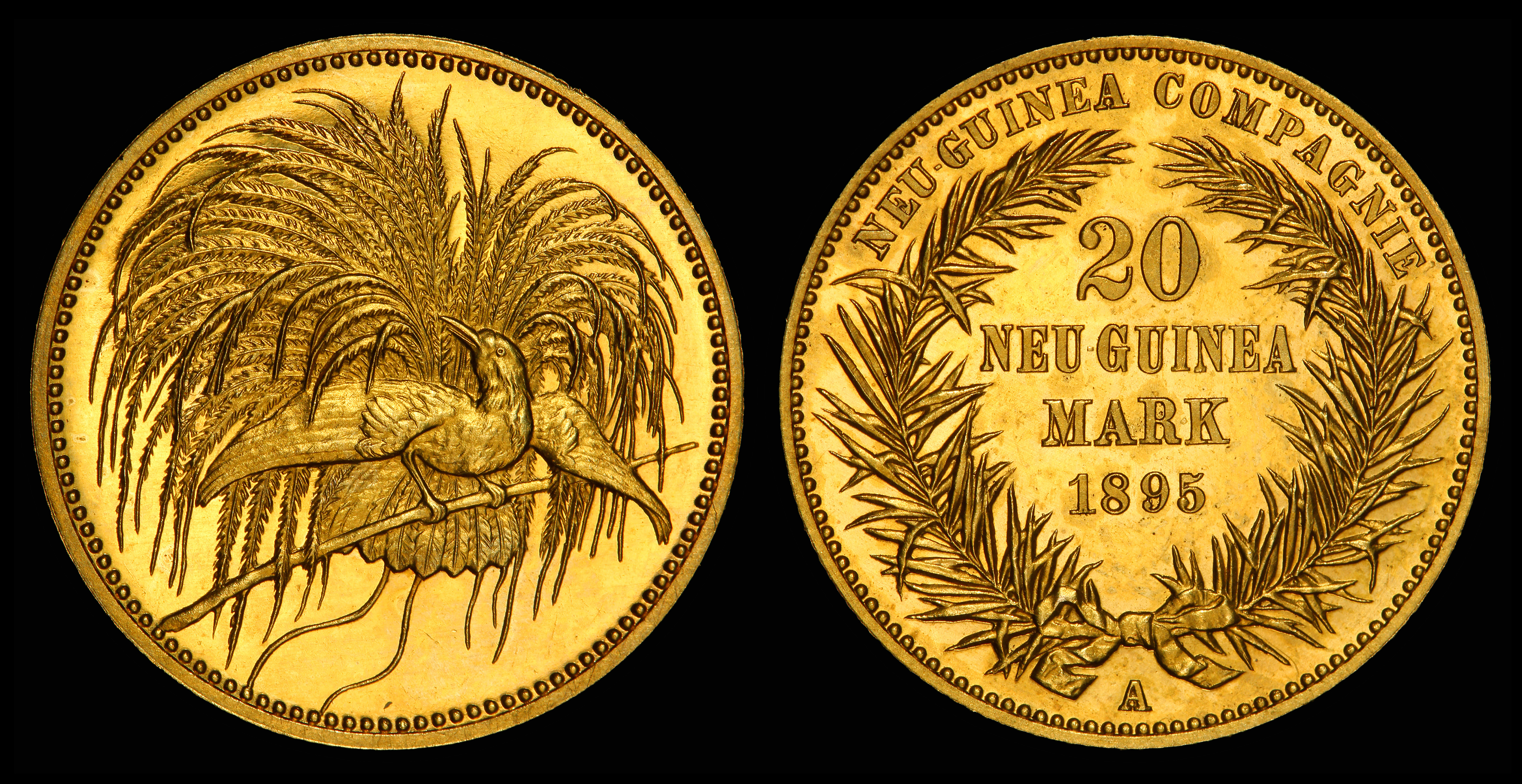
20 Neuguinea-Mark der Neuguinea-Kompagnie (Gold, 1895)

Die Neuguinea-Mark war ein offizielles Zahlungsmittel in der deutschen Kolonie Deutsch-Neuguinea von 1894 bis 1911.
1887 wurde in Deutsch-Neuguinea offiziell die Goldmark eingeführt. Nach längeren Verhandlungen wurde 1894 der Neuguinea-Kompagnie die Erlaubnis erteilt, eigene Münzen zu prägen. Diese Neuguineamünzen waren fortan neben den Reichsmünzen erlaubtes Zahlungsmittel mit gleichem Wert. Als am 1. April 1899 die Verwaltung der Kolonie auf Neuguinea vom Deutschen Reich übernommen wurde, beschloss man, keine weiteren Neuguineamünzen herzustellen. Am 15. April 1911 wurden diese Münzen schließlich außer Kurs gesetzt.
Neben Deutsch-Neuguinea durften die Kolonien Deutsch-Ostafrika und Kiautschou ebenfalls eigene Münzen prägen.

## Münzen
Die Prägestätte der Münzen war Berlin.
| Wert       | Vorderseite                                           | Rückseite                                                                                      | Material                      | Gewicht | Durchmesser | Auflage |
| ---------- | ----------------------------------------------------- | ---------------------------------------------------------------------------------------------- | ----------------------------- | ------- | ----------- | ------- |
| 1 Pfennig  | NEU-GUINEA COMPAGNIE über zwei gekreuzten Palmzweigen | Wertzahl im Perlkreis, mit der Umschrift EIN NEU-GUINEA PFENNIG A                              | 95 % Kupfer 4 % Zinn 1 % Zink | 2 g     | 17,5 mm     | 500.000 |
| 2 Pfennig  | NEU-GUINEA COMPAGNIE über zwei gekreuzten Palmzweigen | Wertzahl im Perlkreis, mit der Umschrift ZWEI NEU-GUINEA PFENNIG A                             | 95 % Kupfer 4 % Zinn 1 % Zink | 3,33 g  | 20 mm       | 250.000 |
| 10 Pfennig | Paradiesvogel                                         | Wert- und Jahresangabe zwischen Palmzweigen, darüber NEU-GUINEA COMPAGNIE, Münzzeichen A unten | 95 % Kupfer 4 % Zinn 1 % Zink | 10 g    | 30 mm       | 100.000 |
| ½ Mark     | Paradiesvogel                                         | Wert- und Jahresangabe zwischen Palmzweigen, darüber NEU-GUINEA COMPAGNIE, Münzzeichen A unten | 90 % Silber 10 % Kupfer       | 2,77 g  | 20 mm       | 20.000  |
| 1 Mark     | Paradiesvogel                                         | Wert- und Jahresangabe zwischen Palmzweigen, darüber NEU-GUINEA COMPAGNIE, Münzzeichen A unten | 90 % Silber 10 % Kupfer       | 5,55 g  | 24 mm       | 45.000  |
| 2 Mark     | Paradiesvogel                                         | Wert- und Jahresangabe zwischen Palmzweigen, darüber NEU-GUINEA COMPAGNIE, Münzzeichen A unten | 90 % Silber 10 % Kupfer       | 11,11 g | 28 mm       | 15.000  |
| 5 Mark     | Paradiesvogel                                         | Wert- und Jahresangabe zwischen Palmzweigen, darüber NEU-GUINEA COMPAGNIE, Münzzeichen A unten | 90 % Silber 10 % Kupfer       | 27,77 g | 38 mm       | 23.000  |
| 10 Mark    | Paradiesvogel                                         | Wert- und Jahresangabe zwischen Palmzweigen, darüber NEU-GUINEA COMPAGNIE, Münzzeichen A unten | 90 % Gold 10 % Kupfer         | 3,98 g  | 19,5 mm     | 2.000   |
| 20 Mark    | Paradiesvogel                                         | Wert- und Jahresangabe zwischen Palmzweigen, darüber NEU-GUINEA COMPAGNIE, Münzzeichen A unten | 90 % Gold 10 % Kupfer         | 7,96 g  | 22,5 mm     | 1.500   |